# Cochlostoma cretense
Cochlostoma cretense is een slakkensoort uit de familie van de Megalomastomatidae. De wetenschappelijke naam van de soort is voor het eerst geldig gepubliceerd in 1887 door Maltzan.